# Cirrhipathes propinqua
Cirrhipathes propinqua är en korallart som beskrevs av Brook 1889. Cirrhipathes propinqua ingår i släktet Cirrhipathes och familjen Antipathidae. Inga underarter finns listade i Catalogue of Life.